# James Tavernier
James Henry Tavernier (pronunciado /ˈtævɜ:ʳˈnɪɘʳ/; Bradford, Inglaterra, 31 de octubre de 1991) es un futbolista inglés que juega como defensa en el Rangers F. C. de la Scottish Premiership, equipo del cual es capitán.
Después de empezar jugando en las categorías inferiores del Leeds United, comenzó su carrera como profesional en el Newcastle United pero durante su estancia fue cedido de equipo en equipo, también incluye el Rotherham United donde consiguió ganar el playoff de la League One.
En 2014 fichó por el Wigan Athletic donde intentó luchar por ser titular en el equipo pero a mitad de temporada fue cedido al Bristol City de la League One donde jugó todos los partidos y el equipo consiguió ganar el título de la categoría. Para Tavernier sería su segundo ascenso consecutivo.
James Tavernier fichó en 2015 por el Rangers donde consiguió un doblete en su primera temporada y siendo una pieza fundamental. Consiguió el gol que le dio el ascenso a su equipo a la Scottish Premiership, también fue el hombre de la final de la Copa de la liga escocesa anotando un gol de volea desde larga distancia. Desde la temporada 2018-19 ejerce como capitán del primer equipo.
Es hermano mayor del también futbolista Marcus Tavernier que juega en el AFC Bournemouth.

## Trayectoria

### Primeros años
Nació en Bradford al oeste de Yorkshire, comenzó jugando fútbol en los equipos de su ciudad destacando el Farsley Celtic antes de llegar a las categorías inferiores del Leeds United a la edad de nueve años. Jugó durante seis años llegando a disputar los partidos como portero antes de ser centrocampista.

### Newcastle United

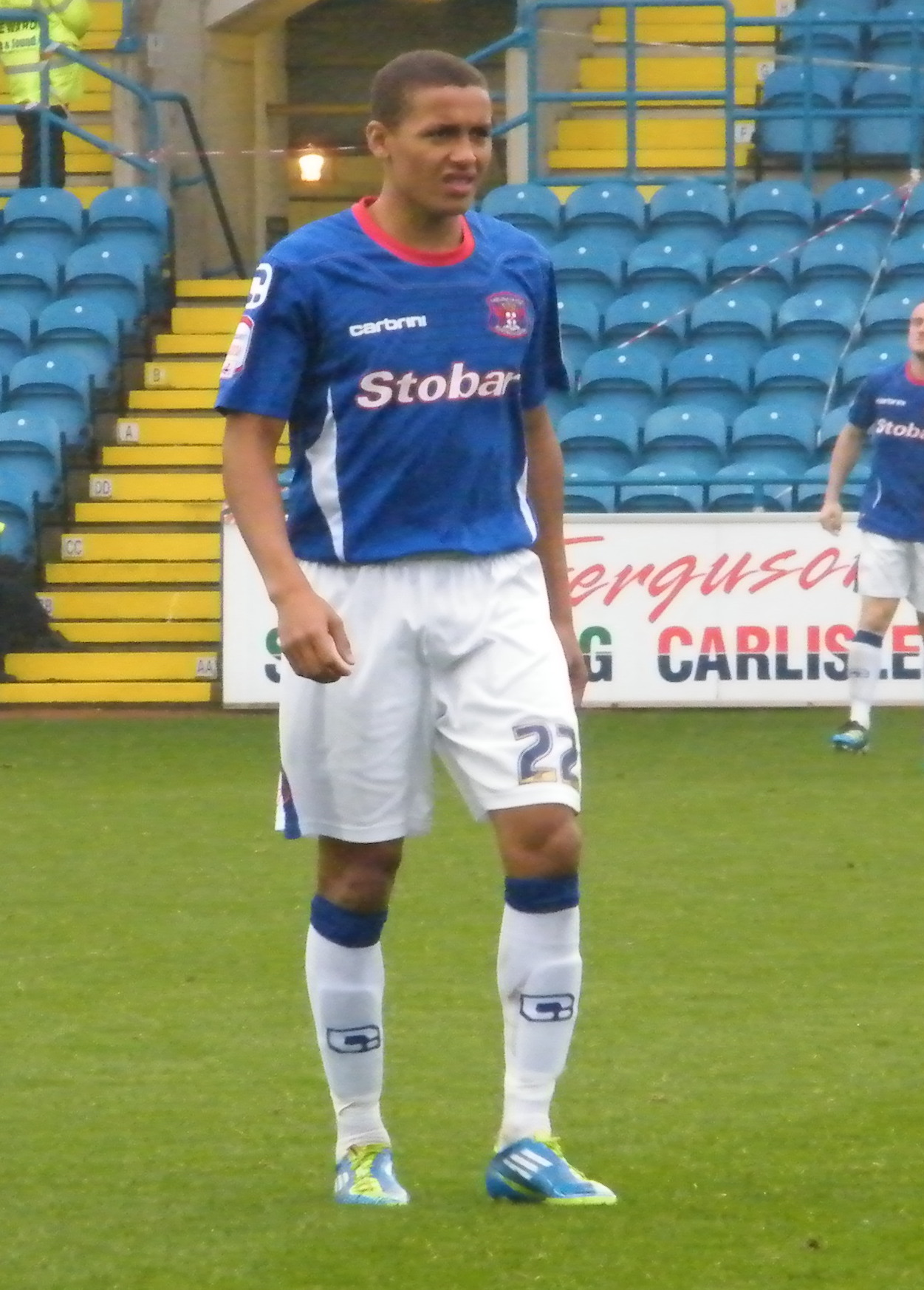
Tavernier jugando por el Carlisle United F. C. en 2011

En 2008 James Tavernier fichó por el Newcastle United. Hizo su debut con el primer equipo en la derrota por 2-0 ante el Peterborough United en la tercera ronda de la Carabao Cup, Tavernier llegó a jugar los noventa minutos.
El 7 de enero de 2011 Tavernier fue cedido al Gateshead de la Conference Premier junto a su compañero de equipo Jóan Símun Edmundsson en un pequeño préstamo de 28 días. Hizo su debut al día siguiente en un partido de liga ante el Kidderminster Harriers, aquel encuentro acabó con empate a uno. Su cesión se amplió hasta el 9 de abril de 2011. El mánager del Gateshead Ian Bogie dijo que Tavernier tenía un gran futuro por delante.
En agosto de 2011 Tavernier es cedido al Carlisle United de la League One su periodo de cesión fue durante un mes pero se amplió hasta noviembre. Al igual que en el Gateshead el mánager del Carlisle United también se quedó sorprendido de sus grandes actuaciones. Tras su exitosa cesión donde llegó a disputar un total de 17 partidos, Tavernier volvió al Newcastle para ser cedido al Sheffield Wednesday desde el 21 de noviembre hasta el 9 de enero de 2012. El 31 de enero fue cedido al Milton Keynes Dons hasta final de temporada convirtiéndose en el tercer club cedido en una sola temporada. Pero su cesión se rompió debido a las numerosas lesiones.
James Tavernier hizo su debut en la UEFA Europa League el 23 de agosto de 2012 ante el Atromitos, aquel partido acabó con empate a uno. Jugó un total de 7 encuentros en cuatro competiciones distintas incluso debutando en la Premier League ante el Reading Football Club el 29 de septiembre sustituyendo a Steven Taylor en el minuto 56. Tavernier volvió a salir cedido el 26 de julio de 2013 al Shrewsbury Town pero tuvo que volver debido a las numerosas lesiones que el equipo sufría. solo llegó a jugar un partido con este club. En noviembre de 2013 se hace oficial la cesión de Tavernier al Rotherham United hasta final de temporada. Hizo un total de 27 apariciones. El primer gol de su carrera lo consiguió ante el Gillingham en la victoria por 2-1, además fue pieza fundamental para el ascenso del Rotherham United al EFL Championship, consiguió ganar al Leyton Orient en los penaltis de la final de la League One playoffs.

### Wigan Athletic
El 28 de junio de 2014 James Tavernier fichó por el Wigan Athletic, hizo su debut oficial el 9 de agosto ante el Reading reemplazando a Don Cowie a falta de 18 minutos para el final, aquel partido acabó con empate a dos. En enero de 2015 Tavernier se marcha cedido al Bristol City hasta final de temporada, consigue anotar un total de tres goles en 17 partidos jugados y consiguiendo además el ascenso al EFL Championship.

### Rangers F. C.

#### 2015-2018: llegada y ascenso

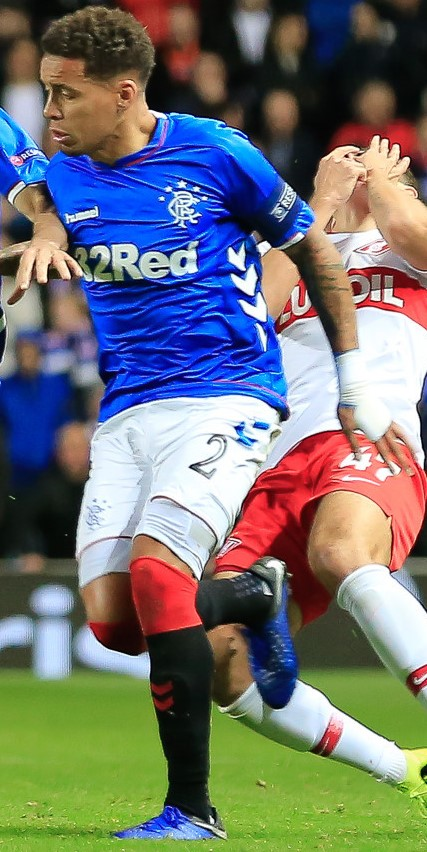
Tavernier jugando por el Rangers F. C. en 2018

El 20 de julio de 2015 Tavernier fichó por el Rangers junto a su compañero del Wigan Athletic Martyn Waghorn por 200.000 libras y un contrato de tres años. Hizo su debut oficial cinco días más tarde en la Scottish Challenge Cup donde consiguió anotar un gol de tiro libre ante el Hibernian aquel partido acabó con victoria por 6-2. Ocho días más tarde volvió a marcar otro gol en la Copa de la Liga de Escocia en la victoria por 3-0 ante el Peterhead. Anotó su primer gol en la liga para los Gers en una victoria por 5-1 ante el Alloa Athletic el 16 de agosto. Tavernier anotó de nuevo para el Rangers una semana más tarde desde el borde del área otra vez ante el Hibernian, dejando al Rangers como líder del Campeonato; fue galardonado como Jugador del Mes del Scottish Championship en agosto y su mánager Mark Warburton también recibió el premio mánager del mes.
Tavernier admitió que él y su compañero carecían de confianza en el Wigan Athletic. El 5 de abril de 2016, anotó el único gol de la victoria en casa ante el Dumbarton que le dio al equipo el título y el ascenso a la máxima categoría después de una ausencia de cuatro años. Cinco días más tarde, en la final de la Scottish Challenge Cup en el Hampden Park, anotó un gol de volea desde el medio del campo, aquel partido acabó con victoria por 4-0 contra el Peterhead, y fue nombrado hombre del partido. El 17 de abril, en una semifinal de la Copa de Escocia contra los rivales del Old Firm Celtic, falló en la tanda de penaltis después de un empate 2-2, pero el Rangers acabó ganando por 5-4.
Después de una gran temporada, el Rangers le ofreció a Tavernier un nuevo contrato que él rechazó, según los medios de comunicación citaron que el salario que se le ofreció a Tavernier era demasiado bajo. El 19 de julio, Tavernier acordó una nueva extensión de contrato con el Rangers y firmó un acuerdo hasta mayo de 2019.

#### 2018-presente: capitanía y conquista de títulos
Antes de que comenzara la temporada 2018-19 Tavernier fue nombrado capitán del equipo por el nuevo entrenador Steven Gerrard. En el primer partido como Gerrard como entrenador y Tavernier como capitán consiguió anotar en la victoria por 2-0 ante el FK Shkupi en un partido de UEFA Europa League que se disputó el 12 de julio de 2018 en el Ibrox Stadium.
En marzo de 2019, Tavernier se enfrentó a un seguidor de Hibernian durante un partido de la Scottish Premiership en el Easter Road. Un hombre de 21 años de Port Seaton en East Lothian, saltó sobre las vallas de publicidad y provocó a Tavernier antes de ser arrestado por la policía y los mayordomos. Más tarde se le prohibió asistir a cualquier campo de fútbol en Escocia después de declararse culpable de violación de la paz en el Tribunal del Sheriff de Edimburgo.

## Estadísticas

### Clubes
Actualizado hasta su último partido disputado el 17 de mayo de 2025.
| Club                                 | Div.          | Temporada     | Liga  | Liga  | Liga   | Copas nacionales | Copas nacionales | Copas nacionales | Torneos internacionales | Torneos internacionales | Torneos internacionales | Total | Total | Total  |
| Club                                 | Div.          | Temporada     | Part. | Goles | Asist. | Part.            | Goles            | Asist.           | Part.                   | Goles                   | Asist.                  | Part. | Goles | Asist. |
| ------------------------------------ | ------------- | ------------- | ----- | ----- | ------ | ---------------- | ---------------- | ---------------- | ----------------------- | ----------------------- | ----------------------- | ----- | ----- | ------ |
| Newcastle United F. C. Inglaterra    | 1.ª           | 2009-10       | —     | —     | —      | 1                | 0                | 0                | —                       | —                       | —                       | 1     | 0     | 0      |
| Newcastle United F. C. Inglaterra    | 1.ª           | 2010-11       | —     | —     | —      | 1                | 0                | 0                | —                       | —                       | —                       | 1     | 0     | 0      |
| Gateshead F. C. Inglaterra           | 5.ª           | 2010-11       | 13    | 0     | 0      | 5                | 0                | 0                | —                       | —                       | —                       | 18    | 0     | 0      |
| Gateshead F. C. Inglaterra           | Total club    | Total club    | 13    | 0     | 0      | 5                | 0                | 0                | 0                       | 0                       | 0                       | 18    | 0     | 0      |
| Carlisle United F. C. Inglaterra     | 3.ª           | 2011-12       | 16    | 0     | 0      | 1                | 0                | 0                | —                       | —                       | —                       | 17    | 0     | 0      |
| Carlisle United F. C. Inglaterra     | Total club    | Total club    | 16    | 0     | 0      | 1                | 0                | 0                | 0                       | 0                       | 0                       | 17    | 0     | 0      |
| Sheffield Wednesday F. C. Inglaterra | 3.ª           | 2011-12       | 6     | 0     | 0      | 2                | 0                | 0                | —                       | —                       | —                       | 8     | 0     | 0      |
| Sheffield Wednesday F. C. Inglaterra | Total club    | Total club    | 6     | 0     | 0      | 2                | 0                | 0                | 0                       | 0                       | 0                       | 8     | 0     | 0      |
| Milton Keynes Dons Inglaterra        | 3.ª           | 2011-12       | 7     | 0     | 1      | —                | —                | —                | —                       | —                       | —                       | 7     | 0     | 1      |
| Milton Keynes Dons Inglaterra        | Total club    | Total club    | 7     | 0     | 1      | 0                | 0                | 0                | 0                       | 0                       | 0                       | 7     | 0     | 1      |
| Newcastle United F. C. Inglaterra    | 1.ª           | 2012-13       | 2     | 0     | 0      | 2                | 0                | 0                | 4                       | 0                       | 0                       | 8     | 0     | 0      |
| Newcastle United F. C. Inglaterra    | Total club    | Total club    | 2     | 0     | 0      | 4                | 0                | 0                | 4                       | 0                       | 0                       | 10    | 0     | 0      |
| Shrewsbury Town F. C. Inglaterra     | 3.ª           | 2013-14       | 1     | 0     | 0      | 1                | 0                | 0                | —                       | —                       | —                       | 2     | 0     | 0      |
| Shrewsbury Town F. C. Inglaterra     | Total club    | Total club    | 1     | 0     | 0      | 1                | 0                | 0                | 0                       | 0                       | 0                       | 2     | 0     | 0      |
| Rotherham United F. C. Inglaterra    | 3.ª           | 2013-14       | 30    | 5     | 6      | 1                | 0                | 0                | —                       | —                       | —                       | 31    | 5     | 6      |
| Rotherham United F. C. Inglaterra    | Total club    | Total club    | 30    | 5     | 6      | 1                | 0                | 0                | 0                       | 0                       | 0                       | 31    | 5     | 6      |
| Wigan Athletic F. C. Inglaterra      | 2.ª           | 2014-15       | 11    | 0     | 0      | 2                | 0                | 0                | —                       | —                       | —                       | 13    | 0     | 0      |
| Wigan Athletic F. C. Inglaterra      | Total club    | Total club    | 11    | 0     | 0      | 2                | 0                | 0                | 0                       | 0                       | 0                       | 13    | 0     | 0      |
| Bristol City F. C. Inglaterra        | 3.ª           | 2014-15       | 12    | 3     | 1      | 1                | 0                | 0                | —                       | —                       | —                       | 13    | 3     | 1      |
| Bristol City F. C. Inglaterra        | Total club    | Total club    | 12    | 3     | 1      | 1                | 0                | 0                | 0                       | 0                       | 0                       | 13    | 3     | 1      |
| Rangers F. C. Escocia                | 2.ª           | 2015-16       | 36    | 10    | 18     | 14               | 5                | 5                | —                       | —                       | —                       | 50    | 15    | 23     |
| Rangers F. C. Escocia                | 1.ª           | 2016-17       | 36    | 1     | 6      | 8                | 1                | 1                | —                       | —                       | —                       | 44    | 2     | 7      |
| Rangers F. C. Escocia                | 1.ª           | 2017-18       | 38    | 8     | 8      | 6                | 1                | 1                | 2                       | 0                       | 0                       | 46    | 9     | 9      |
| Rangers F. C. Escocia                | 1.ª           | 2018-19       | 37    | 14    | 14     | 6                | 0                | 3                | 14                      | 3                       | 3                       | 57    | 17    | 20     |
| Rangers F. C. Escocia                | 1.ª           | 2019-20       | 24    | 3     | 9      | 5                | 0                | 1                | 17                      | 0                       | 5                       | 46    | 3     | 15     |
| Rangers F. C. Escocia                | 1.ª           | 2020-21       | 33    | 12    | 11     | 3                | 2                | 1                | 10                      | 5                       | 4                       | 46    | 19    | 16     |
| Rangers F. C. Escocia                | 1.ª           | 2021-22       | 35    | 9     | 14     | 6                | 2                | 0                | 17                      | 7                       | 3                       | 58    | 18    | 17     |
| Rangers F. C. Escocia                | 1.ª           | 2022-23       | 38    | 16    | 8      | 7                | 0                | 1                | 10                      | 2                       | 1                       | 55    | 18    | 10     |
| Rangers F. C. Escocia                | 1.ª           | 2023-24       | 38    | 17    | 10     | 8                | 4                | 2                | 12                      | 3                       | 0                       | 58    | 24    | 12     |
| Rangers F. C. Escocia                | 1.ª           | 2024-25       | 33    | 4     | 8      | 6                | 1                | 2                | 14                      | 0                       | 3                       | 53    | 5     | 13     |
| Rangers F. C. Escocia                | Total club    | Total club    | 348   | 94    | 106    | 69               | 16               | 17               | 96                      | 20                      | 19                      | 513   | 130   | 142    |
| Total carrera                        | Total carrera | Total carrera | 446   | 102   | 114    | 86               | 16               | 17               | 100                     | 20                      | 19                      | 632   | 138   | 150    |
| 1. 2. 3.                             |               |               |       |       |        |                  |                  |                  |                         |                         |                         |       |       |        |

## Palmarés

### Títulos nacionales
| Título                         | Club               | País       | Año     |
| ------------------------------ | ------------------ | ---------- | ------- |
| English Football League Trophy | Bristol City F. C. | Inglaterra | 2014-15 |
| English Football League One    | Bristol City F. C. | Inglaterra | 2014-15 |
| Scottish Challenge Cup         | Rangers F. C.      | Escocia    | 2015-16 |
| Campeonato de Escocia          | Rangers F. C.      | Escocia    | 2015-16 |
| Scottish Premiership           | Rangers F. C.      | Escocia    | 2020-21 |
| Copa de Escocia                | Rangers F. C.      | Escocia    | 2021-22 |
| Copa de la Liga de Escocia     | Rangers F. C.      | Escocia    | 2023-24 |

### Distinciones individuales
| Premio                                                        | Año     |
| ------------------------------------------------------------- | ------- |
| Máximo goleador de la Liga Europa de la UEFA (7 goles)        | 2021-22 |
| Parte del Equipo de la Temporada de la Liga Europa de la UEFA | 2021-22 |

## Vida personal
Su hermano menor Marcus también es futbolista profesional.